# 供给冲击
供给冲击（英語：supply shock）是指突然增加或減少某種（或總體）商品或服務的供應的事件。 這種突然的變化會影響商品或服務的均衡價格或經濟的總體價格水平。

## 釋義
在短期內，整個經濟範圍內的負面供给冲击將使總供給曲線向左移動，從而減少產量並提高價格水平。例如，對石油實行禁運將引起不利的供應衝擊，因為石油是各種商品生產的關鍵因素。由於價格上漲和產量下降，供應衝擊可能導致停滯性通貨膨脹。
在短期內，整個經濟範圍內的積極供給衝擊將使總給應曲線向右移動，從而增加產出並降低價格水平。積極的供應衝擊可能是技術進步（技術衝擊），它可以提高生產效率，從而增加產量。

## 腳註
1. 1 2  Robert Hall, Marc Lieberman, , Cengage Learning: 849, 2012, ISBN 1-111-82234-4.